# Riu Sénia
Riu Sénia är ett periodiskt vattendrag i Spanien.   Det ligger i regionen Valencia, i den östra delen av landet, 400 km öster om huvudstaden Madrid.